# Transition des Macintosh vers l'ARM

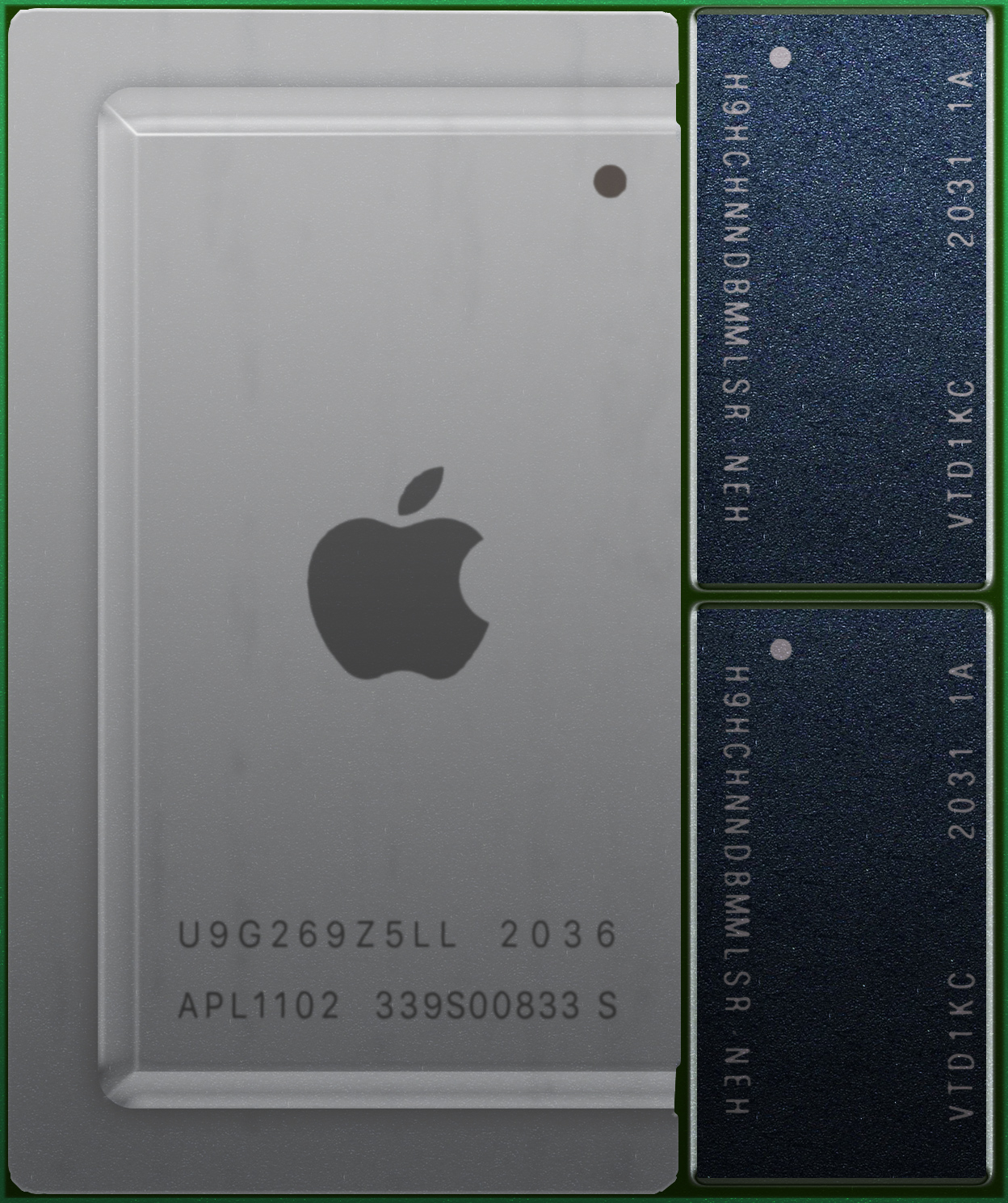
Illustration du processeur Apple M1, processeur ARM de conception Apple.

La transition des Macintosh vers ARM est un processus d'introduction de la technologie ARMv8, à travers les processeurs Apple nommés Apple Silicon, dans la gamme d'ordinateurs Macintosh et de remplacement de la technologie x86-64 d'Intel dans un intervalle d'environ deux années à compter de 2020. Le PDG Tim Cook a annoncé ce plan dans son discours d'ouverture de la WWDC 2020 le 22 juin 2020.
C'est la troisième transition d'Apple vers un nouveau jeu d'instructions. La première transition s'effectue en 1994 lorsque la firme américaine décide de passer de la série Motorola 68000 à la nouvelle plate-forme PowerPC. La seconde transition s'effectue en juin 2005 passant de PowerPC à Intel x64.
Apple introduit l'architecture ARM en 1993 dans son assistant personnel numérique Newton, et l'a déployé dans d'autres gammes de produits comme l'iPhone, l'iPad, l'iPod et l'Apple Watch puis conçoit ses propres processeurs ARM depuis 2009.
Lors de la keynote d'ouverture de la WWDC 2020 le 22 juin 2020, Apple a annoncé qu'il allait passer du Mac des processeurs Intel à des processeurs développés en interne. L'annonce était attendue par les analystes du secteur et il a été noté que les Mac équipés de processeurs Apple Silicon permettraient de fortes augmentations de performances et une consommation d'énergie bien moindre par rapport aux modèles Intel actuels.
Lors de sa keynote du 10 novembre 2020, Apple annonce la première étape dans sa transition vers ses propres processeurs en présentant l'Apple M1, qui équipe les MacBook Air et certains MacBook Pro 13 pouces et Mac mini. Le MacBook Air n'est désormais plus vendu qu'avec la puce M1, et les Mac mini et MacBook Pro 13 pouces M1 remplacent leurs prédécesseurs en entrée de gamme, avec des modèles Intel demeurant au catalogue.
Le 20 avril 2021, c'est au tour de l'iMac de subir la transition, avec un nouveau modèle 24 pouces, remplaçant le modèle Intel 21,5 pouces. Le modèle 27 pouces Intel demeure au catalogue, puis est supprimé à la suite de la Keynote de mars 2022.